# Галлио
Галлио (итал. Gallio) — коммуна в Италии, располагается в провинции Виченца области Венеция. Город назван в честь галлов, в древности именовался Gallicus. На гербе Галлио красуется галльский петух... Впервые упомянут в 983 году, как "подножье горы Лонгара". В 1162 году фигурирует как "la terra que vocatur Galade".
В XIII-XVIII веках город входил в состав Федерации Семи Общин на юге Тироля (декларирована в 1310 году, de facto существовала с 1259 года). 

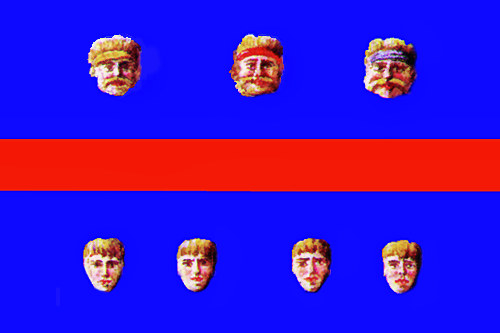
Знамя ФСО

Федерация была ликвидирована "наглой волею" Наполеона I, по его приказу, в 1807 году. На Венском конгрессе справедливость не была восстановлена — и территория Федерации отошла к Австрийской империи. 21 октября 1866 года, после поражения Австрии, территория ФСО была присоединена к Итальянскому королевству. Ныне она известна как «Семь муниципалитетов Плато»...
Население Галлио составляет 2331 человек (2008 г.), плотность населения составляет 50 чел./км². Занимает площадь 47 км². Почтовый индекс — 36032. Телефонный код — 0424.
Покровителем коммуны является святой апостол Варфоломей, празднование 24 августа.

## Демография
Динамика населения:

## Администрация коммуны
- Официальный сайт: http://www.comune.gallio.vi.it/ Архивная копия от 6 апреля 2010 на Wayback Machine